# Fabbricato viaggiatori

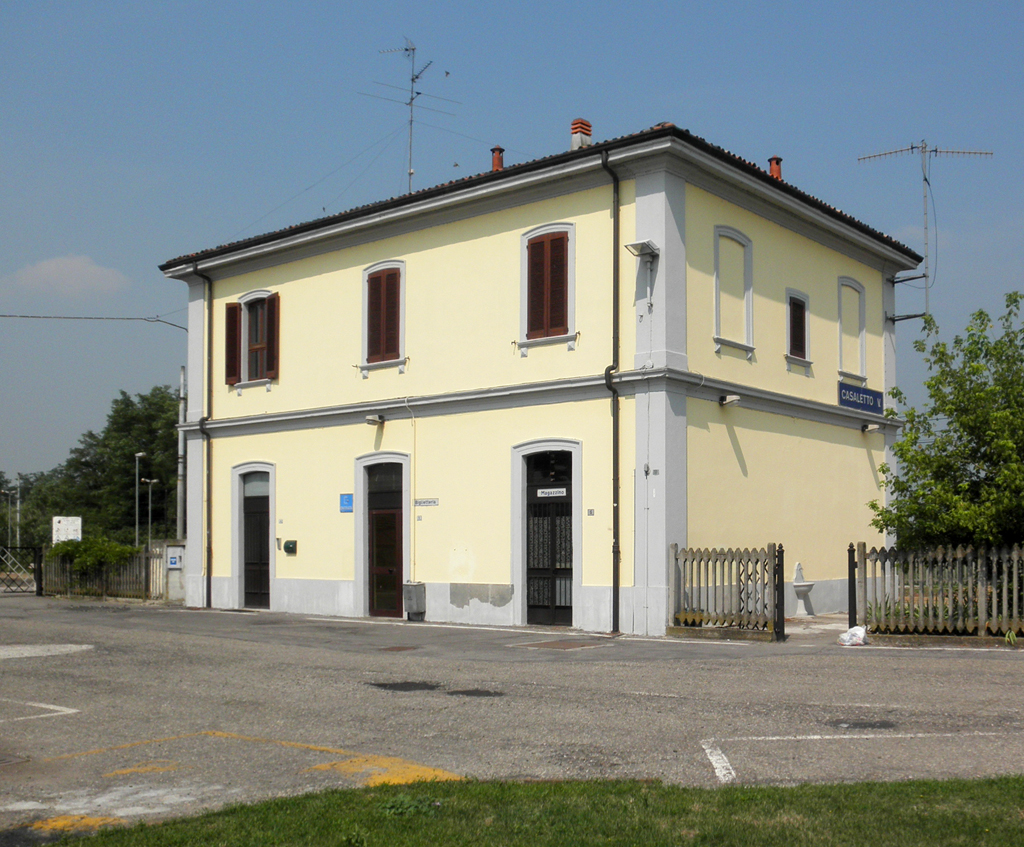
Il fabbricato viaggiatori della stazione di Casaletto Vaprio

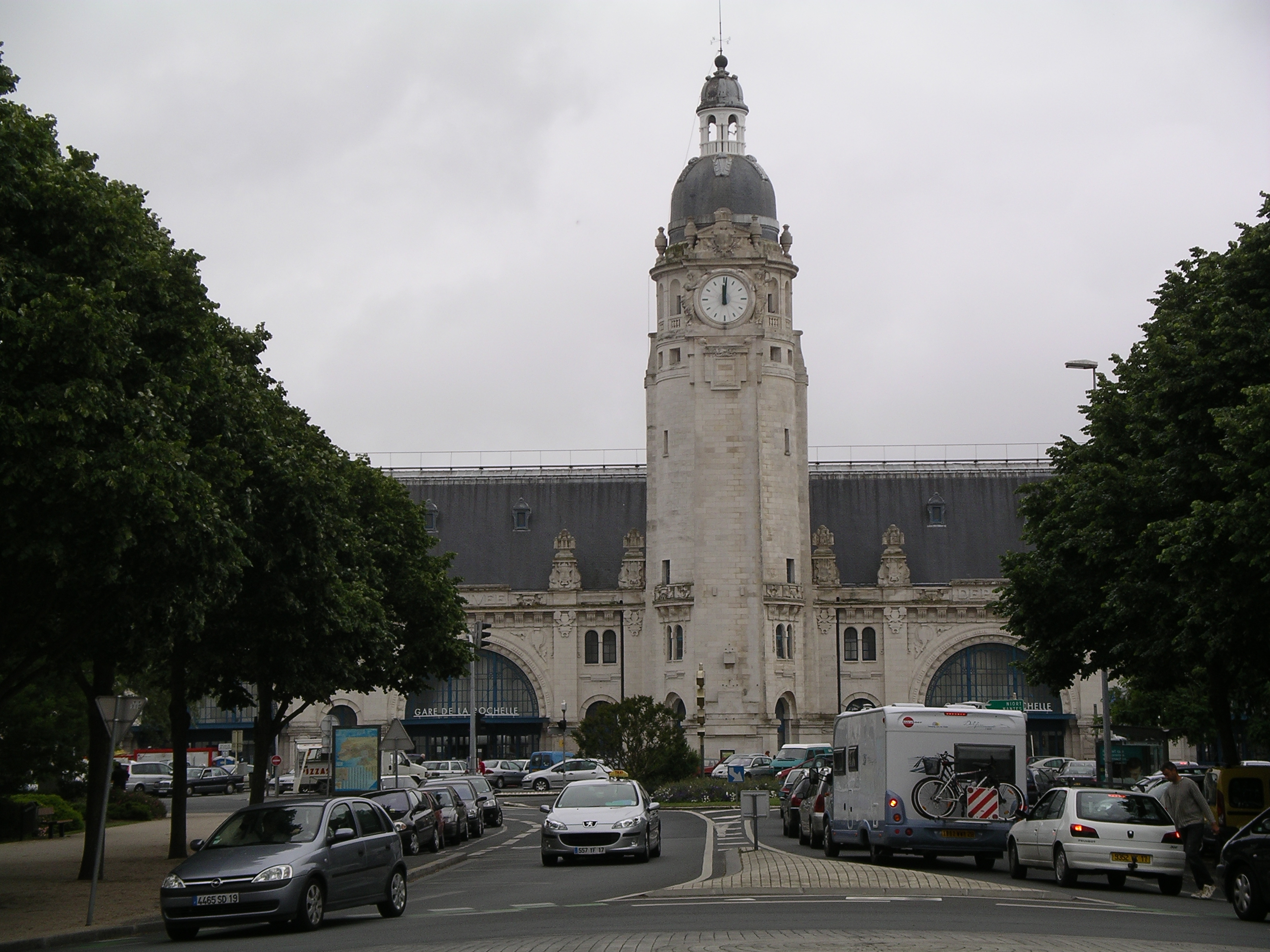
Il fabbricato viaggiatori della stazione di La Rochelle-Ville

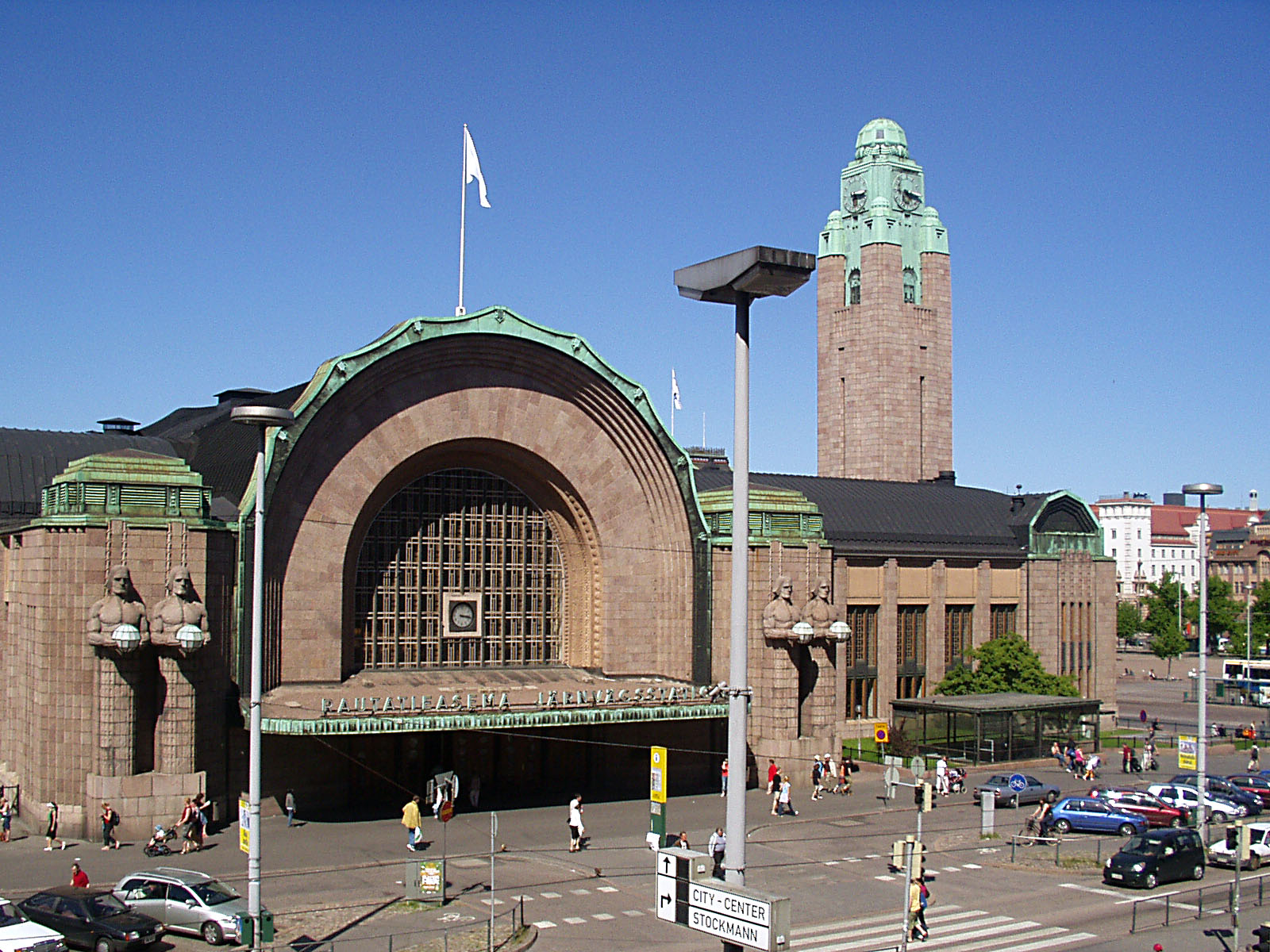
Il fabbricato viaggiatori della stazione centrale di Helsinki

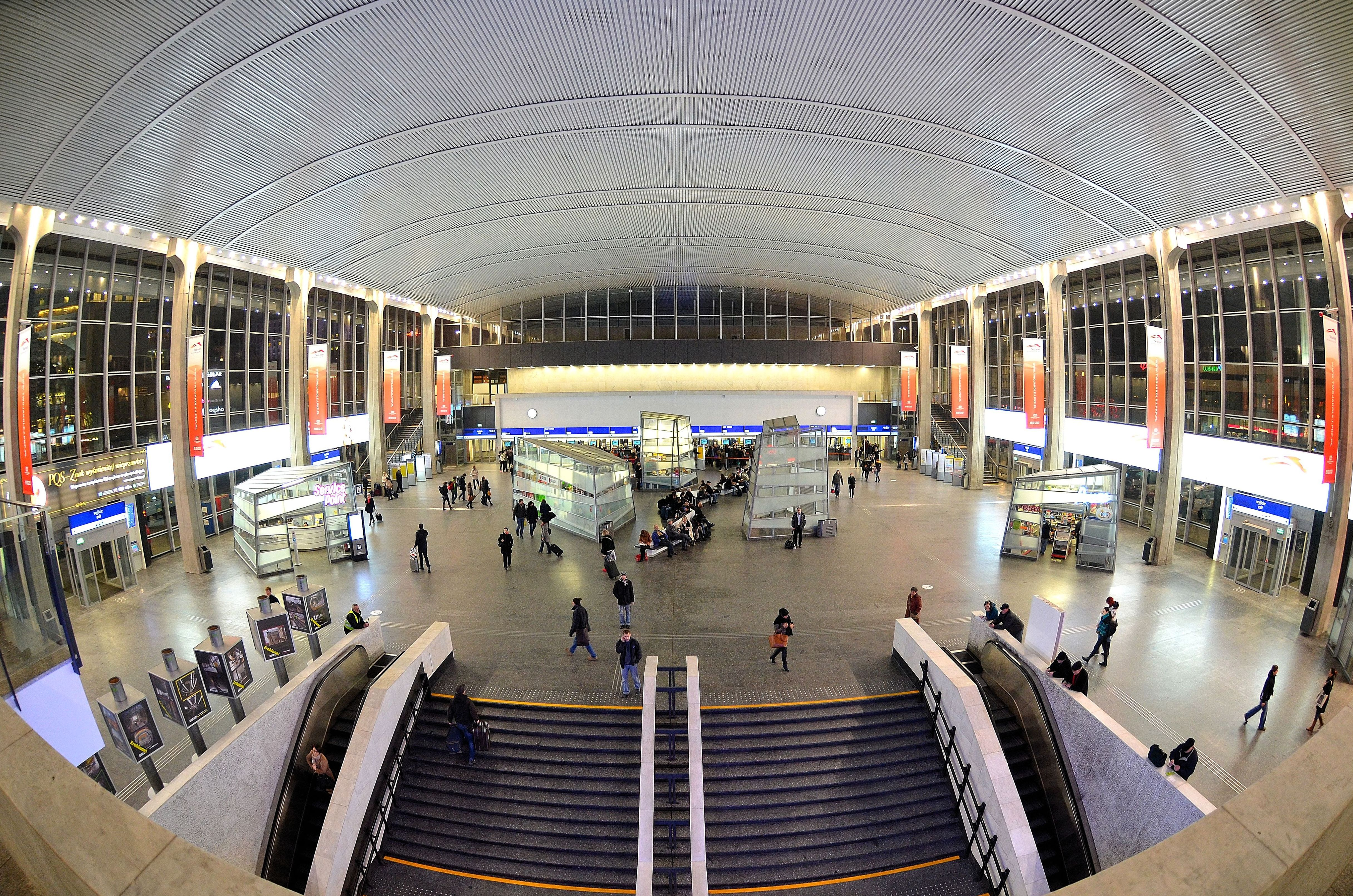
Stazione Centrale di Varsavia

Il fabbricato viaggiatori (il cui acronimo in gergo ferroviario è FV) è l'edificio principale di una stazione ferroviaria nel quale si svolge il servizio viaggiatori e nel quale sono comprese tutte le connesse strutture.

## Descrizione
Spesso il termine fabbricato viaggiatori viene confuso con quello di stazione; mentre quest'ultima intende l'insieme di infrastrutture, il fabbricato viaggiatori specifica una parte ben definita di essa. È essenzialmente composto da un fabbricato di dimensioni adeguate al tipo di servizio che deve svolgere e può essere costituito da una semplice costruzione al solo piano terra con alcuni locali e servizi o da un grande edificio a più elevazioni e grande numero di locali interni. Alcuni fabbricati assumono proporzioni e stili monumentali: sia nel passato che in tempi recenti i FV possono essere architettonicamente curati.
Il fabbricato viaggiatori è composto, di base, da un atrio di ingresso lato strada nel quale si trova una biglietteria che può anche essere automatica. Da esso si accede ad una o più sale di aspetto, spesso divise per classe, munite di sedili e poggia bagagli. Dalle sale di aspetto si accede direttamente ai binari di servizio viaggiatori. Se presenziato il fabbricato viaggiatori spesso ha delle stanze adibite al servizio movimento cioè al servizio svolto dal personale per la gestione e la circolazione dei treni.
A seconda dell'importanza della stazione il fabbricato può ospitare anche esercizi privati come ristoranti, bar, edicole, agenzie di viaggi e turistiche, sale di toeletta e negozi, gallerie di esposizione o perfino ipermercati.